# Katayoun Riahi
Katayoun Riahi ( persan : کتایون ریاحی ; née le 31 décembre 1961) est une actrice iranienne. Elle a reçu diverses distinctions, dont trois Prix Hafez (fa), en plus d'une nomination aux Iran Cinema Celebration. Elle est également fondatrice et PDG de la Komak Charity Foundation et ambassadrice de la Mehrafarin Foundation en Iran,,,.

## Filmographie

### Film
- 2003 : The Last Supper de Fereydoun Jeyrani (en) : Mahin Mashreghi
- 2008 : Shirin de Abbas Kiarostami : Femme dans le public
- 2008 : Invitation d'Ebrahim Hatamikia : Afsaneh
- Funnel de Mohsen Amiryoussefi (en)

### Télévision
- 1998 : Days of Life
- 1993 : Pedar Salar
- 1999 : Après la pluie
- 2000 : Pine's Voice
- 2002 : Tenth Night (en) : Banou
- 2002 : Sun Night
- 2005 : Walking Dead
- 2008 : Prophète Joseph : Zouleïkha